# Паушинци
Паушинци су насељено место у саставу општине Чачинци, Вировитичко-подравска жупанија, Република Хрватска.

## Историја
До територијалне реорганизације у Хрватској налазили су се у саставу старе општине Ораховица.

## Становништво
На попису становништва 2011. године, Паушинци су имали 168 становника.

## Попис1991.
На попису становништва 1991. године, насељено место Паушинци је имало 256 становника, следећег националног састава:
| Попис 1991.‍ | Попис 1991.‍ | Попис 1991.‍ | Попис 1991.‍ | Попис 1991.‍ |
| ----------- | ----------- | ----------- | ----------- | ----------- |
|             |             |             |             |             |
| Хрвати      | Хрвати      |             | 228         | 89,06%      |
| Срби        | Срби        |             | 15          | 5,85%       |
| Муслимани   | Муслимани   |             | 1           | 0,39%       |
| Словаци     | Словаци     |             | 1           | 0,39%       |
| Словенци    | Словенци    |             | 1           | 0,39%       |
| непознато   | непознато   |             | 10          | 3,90%       |
| укупно: 256 |             |             |             |             |